# Niedermohr
Niedermohr ist eine Ortsgemeinde im Landkreis Kaiserslautern in Rheinland-Pfalz. Sie gehört der Verbandsgemeinde Ramstein-Miesenbach an.

## Geographie

### Lage
Die Gemeinde liegt etwa 30 Kilometer nordwestlich von Kaiserslautern im Nordpfälzer Bergland. Ortsteile sind Niedermohr, Kirchmohr, Schrollbach und Reuschbach. Zur Gemeinde gehören zusätzlich die Wohnplätze Eilbacherhof und Lerchenhof.

### Gewässer
Zentrales Fließgewässer der Gemeinde ist der Mohrbach. Vor Ort nimmt er unter anderem von rechts den Eilbach und von links den Kahlbach auf. Ganz im Westen der Gemarkung mündet der Mohrbach von rechts in den Glan, der für ein kurzes Stück das Gemeindegebiet tangiert. Innerhalb des Ortsteils Reuschbach entspringt außerdem der gleichnamige Bach.

## Geschichte
In der historischen Gemeinde Niedermohr besaß das Kloster Otterberg im Mittelalter einen Hof. Bis Ende des 18. Jahrhunderts gehörte der Ort zur Kurpfalz und unterstand dort dem Oberamt Lautern.
Von 1798 bis 1814, als die Pfalz Teil der Französischen Republik (bis 1804) und anschließend Teil des Napoleonischen Kaiserreichs war, war Niedermohr in den Kanton Landstuhl eingegliedert und war Bestandteil der Mairie Obermohr; zu dieser Zeit bildete er mit Bettenhausen eine Gemeinde. 1815 hatte die Gemeinde insgesamt 317 Einwohner. Anschließend wechselte Nieder-Mohr – so die damalige Schreibweise – in das Königreich Bayern. Von 1818 bis 1862 gehörte der Ort dem Landkommissariat Homburg an; aus diesem ging das Bezirksamt Homburg hervor. Da ein Teil des Bezirksamts – einschließlich Homburg selbst – 1920 dem neu geschaffenen Saargebiet zugeschlagen wurde, wechselte die Gemeinde ins Bezirksamt Kaiserslautern und wurde bis 1938 von einer in Landstuhl ansässigen Bezirksamtsaußenstelle verwaltet. Ab 1939 war der Ort Bestandteil des Landkreises Kaiserslautern. Nach dem Zweiten Weltkrieg wurde Kottweiler-Schwanden innerhalb der französischen Besatzungszone Teil des damals neu gebildeten Landes Rheinland-Pfalz. Im Zuge der ersten rheinland-pfälzischen Verwaltungsreform wurden die bis dahin selbständigen Gemeinden Reuschbach und Schrollbach nach Niedermohr eingemeindet. Drei Jahre später folgte die Eingliederung in die neu geschaffene Verbandsgemeinde Ramstein-Miesenbach.

## Politik
Bekanntheit erlangte Niedermohr durch einen Tagesthemen-Bericht vom 19. September 2005 als „Wahl-Orakel“. Von allen Gemeinden in Deutschland war das prozentuale Wahlergebnis in Niedermohr bei drei aufeinanderfolgenden Bundestagswahlen dem gesamtdeutschen prozentualen Ergebnis am nächsten.
Auch knapp vier Jahre später, am 24. September 2009, fand Niedermohr aufgrund der gleichen Thematik erneut Erwähnung. Bei den Ramstein-Miesenbacher Verbandsbürgermeisterwahlen 2007 lag Niedermohr von allen beteiligten Gemeinden ebenfalls am nächsten am amtlichen Endergebnis.

### Gemeinderat
Der Gemeinderat in Niedermohr besteht aus 16 Ratsmitgliedern, die bei der Kommunalwahl am 9. Juni 2024 in einer personalisierten Verhältniswahl gewählt wurden, und dem ehrenamtlichen Ortsbürgermeister als Vorsitzendem.
Die Sitzverteilung im Gemeinderat:
| Wahl | SPD | CDU | FWG | Gesamt   |
| ---- | --- | --- | --- | -------- |
| 2024 | –   | 9   | 7   | 16 Sitze |
| 2019 | –   | 9   | 7   | 16 Sitze |
| 2014 | –   | 7   | 9   | 16 Sitze |
| 2009 | –   | 6   | 10  | 16 Sitze |
| 2004 | 3   | 7   | 6   | 16 Sitze |

- FWG = Freie Wählergruppe Niedermohr-Reuschbach-Schrollbach e. V.

### Bürgermeister
Ortsbürgermeister von Niedermohr ist Uli Zimmer (CDU). Bei der Direktwahl am 26. Mai 2019 wurde er mit einem Stimmenanteil von 81,49 % gewählt und damit Nachfolger von Armin Rinder. Bei der Direktwahl am 9. Juni 2024 wurde Zimmer als einziger Bewerber mit 66,4 % für weitere fünf Jahre wiedergewählt.
Zimmers Vorgänger Armin Rinder (CDU) hatte 2014 den seitherigen Ortsbürgermeister Karl Wolf (FWG) abgelöst, der das Amt 20 Jahre ausgeübt hatte.

### Wappen
| Wappen von Niedermohr | Blasonierung: „Unter goldenem, durch einen blauen Wellenbalken abgeteiltem Schildhaupt, darin ein wachsender rotbewehrter schwarzer Adler, von Silber und Schwarz gespalten, rechts ein durchgehendes schwarzes Kreuz, links ein rotbewehrter und -bezungter goldener Löwe, einen goldenen Schilfkolben haltend.“ |
| Wappen von Niedermohr | Wappenbegründung: Es wurde 1979 von der Bezirksregierung Neustadt genehmigt. Der Pfälzer Löwe erinnert an die ehemalige Zugehörigkeit der drei Ortsteile zur Kurpfalz. |

## Kultur und Sehenswürdigkeiten

### Kulturdenkmäler

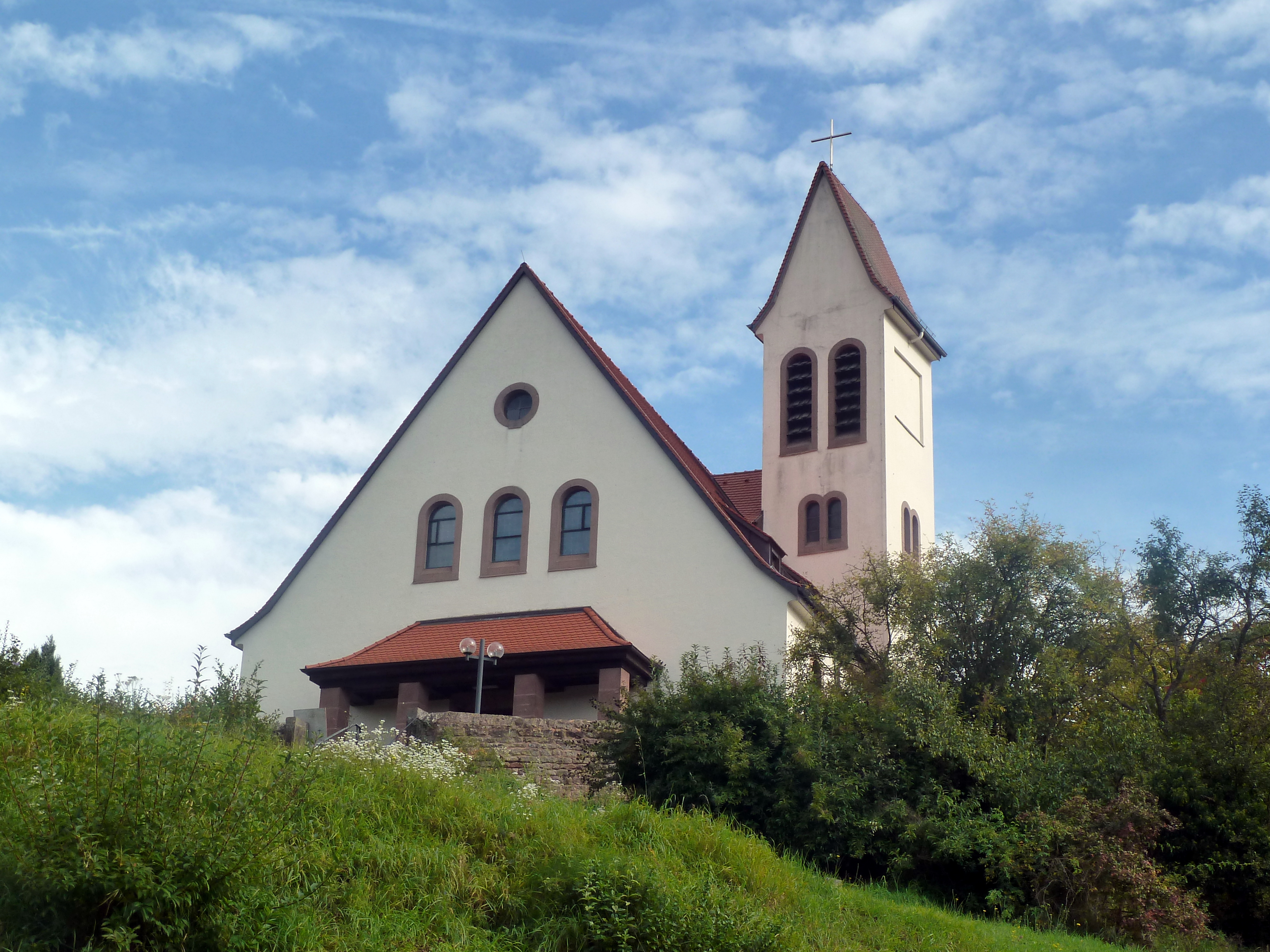
Denkmalgeschützte katholische Kirche

Vor Ort befinden sich insgesamt zehn Objekte, die unter Denkmalschutz stehen.

### Natur
Innerhalb der Gemeindegemarkung existieren insgesamt drei Naturdenkmale.

### Regelmäßige Veranstaltungen
- erstes Wochenende im Juli: Felsenkerwe
- August: Open Air (Felsenrock)
- September: Grumbeerfescht

## Wirtschaft und Infrastruktur

### Wirtschaft
Die Volksbank Glan-Münchweiler besitzt vor Ort eine Filiale. Die Gemeinde ist außerdem am Reichswald berechtigt.

### Verkehr
Der Öffentliche Personennahverkehr ist in den Verkehrsverbund Rhein-Neckar integriert. Der Ort besitzt einen Halt an der Bahnstrecke Landstuhl–Kusel. Mitten durch Niedermohr verläuft die Landesstraße 363. Kreisstraße 7 stellt eine Verbindung nach Nanzdietschweiler dar. Die Gemeinde ist durch die A 62 (Anschlussstelle: Glan-Münchweiler) an das Autobahnnetz angebunden. Der Barbarossa-Radweg führt außerdem mitten durch die Gemeinde. Ganz im Westen führt außerdem der Glan-Blies-Radweg für ein kurzes Stück über die Gemeindegemarkung.

## Söhne und Töchter der Gemeinde
- Adolf Berdel (1860–1925), Jurist
- Paul Hirsch (* 1958), Bildhauer und promovierter Philosoph